# A nagybetűs kamaszkor
A nagybetűs kamaszkor (eredeti cím: Big Time Adolescence) 2019-ben bemutatott amerikai filmvígjáték, amelyet elsőfilmes rendezőként Jason Orley írt és rendezett. A főbb szerepekben Pete Davidson, Griffin Gluck, Emily Arlook, Colson Baker, Sydney Sweeney és Jon Cryer látható.
A film világpremierje 2019. január 28-án volt a Sundance Filmfesztiválon. A Neon korlátozott számú mozikban 2020. március 13-án mutatta be, míg a Hulu streamingszolgáltatáson 2020. március 20-án vált elérhetővé. Általánosságban pozitív visszajelzéseket kapott a kritikusoktól. 

## Cselekmény
A 16 éves Monroe „Mo” Harrist egy rendőr kíséri ki az osztályteremből. Fiatalabb korában Mo nővére, Kate járt az egyik osztálytársával, Zeke Presantival. Még a szakításuk után is Mo és Zeke közeli barátok maradtak, annak ellenére, hogy nagy volt köztük a korkülönbség. Mo szülei, Reuben és Sherri, aggodalmuk ellenére megengedik, hogy a fiú továbbra is Zeke-kel lógjon. A mostanra 23 éves Zeke, egy kilátástalan állásban dolgozik, ideje nagy részét pedig marihuána szívással és ivással tölti. Mo a szabadidejét Zeke-kel, annak barátaival és barátnőjével, Hollyval tölti, nem pedig vele egykorúakkal. Zeke segít neki alkoholhoz jutni egy végzős bulira, ahová Mo a másodéves Stacey meghívására megy, és füvet is ad neki, amit eladhat a helyszínen. Ezáltal Mo elismerést szerez a végzősök körében. A buliban találkozik Sophie nevű osztálytársával, akivel számot cserélnek, miután szóba elegyednek.
Később Mo elviszi Sophie-t vacsorázni egy szusibárba, majd Zeke lakására mennek. Iszogatni kezdenek, és mielőtt Sophie távozna, megcsókolják egymást. A csók után Mo barátai „Nyelvmesternek” kezdik becézni, amit Zeke rá is tetovál Mo mellkasára. Másnap este Mo véletlenül betépve ér haza, miután egy füsttel teli autóban ült Zeke-kel – épp egy családi vacsora előtt. Az apja rájön erre, és amikor meglátja a tetoválást is, megbünteti a fiút, és megtiltja neki, hogy továbbra is Zeke-kel barátkozzon.
Mo továbbra is drogokat és alkoholt szerez be a bulikra. Bár kételyei vannak a tetteivel és azok következményeivel kapcsolatban, Zeke bátorítja őt, és továbbra is ellátja az anyagokkal – sőt, Zeke fel is mond a munkahelyén, mivel Mo annyi pénzt keres az eladásokból, hogy az neki is megéri. Zeke tanácsára Mo figyelmen kívül hagyja Sophie-t, mert szerinte így lehet megszerezni a lányokat. Ez feldühíti Sophie-t. Miután Mo rájön, hogy hibázott, megpróbálja megmagyarázni a viselkedését, de Sophie nem hajlandó meghallgatni, és faképnél hagyja.
Később Holly felhívja Mot, és amikor átmegy hozzá, a lány elmondja, hogy szakított Zeke-kel, mert az megcsalta. Ezután Holly lefekszik Mo-val. A szakítás után Zeke egy karaoke bárban tölti az éjszakáját, ahol teljesen lerészegedik és betép, miközben énekel.
Egy buli után Mo néhány végzőssel együtt kocsikázik, akik a kocsiban isznak és füveznek. Mo figyelmetlenségből árokba hajt az anyja autójával. A többiek gyorsan kiszállnak, és eltűnnek ahelyett, hogy segítenének, Mo pedig ott hagyja a kocsit. Másnap reggel visszatér az árokhoz, de a kocsi már eltűnt. Ugyanazon a napon egy rendőr megjelenik az iskolában, és kihallgatja Mot. Azt mondja neki, nem kerül bajba, ha elárulja, ki szolgáltatta azokat a drogokat, amiket az autóban találtak.
Amikor a rendőrök megjelennek egy bulin, hogy Mot keressék, miután Stacey tippeket adott róluk, Zeke ügyesen kimenti őt a házból, és visszaviszi a saját lakására. Mo sírva vallja be, hogy úgy lett degenerált, mint Zeke, pedig sosem akarta ezt. Elmondja, lefeküdt Hollyval, amit szeretett volna hamarabb elmondani Zeke-nek. Zeke megbocsát neki, és kibékülnek. Zeke felajánlja, hogy vállalja a felelősséget, amiért Mo drogokat adott el a bulin, de Mo elutasítja, mondván, Zeke már eleget tett, és saját magának kell megoldania a dolgokat.
Másnap Mo-t kikísérik az iskolából, kirúgják, és közmunkára ítélik. Reuben elmegy Zeke házához, és megparancsolja neki, tartsa távol magát Motól, majd megveri Zeke-t, amikor az nem hajlandó engedelmeskedni.
Három hónappal később Mo megáll egy gyorsétterem drive-injánál, miután elvégezte a szokásos drogtesztjét, és meglepődik, amikor Zeke-t látja dolgozni az ablaknál. Mo leül Zeke-hez az étterembe, hogy bepótolják a lemaradást. Zeke megkérdezi tőle, szeretne-e másnap találkozni, amire Mo talánnal válaszol. Mo elhajt, és a hátsó ablakon keresztül látható, ahogy Zeke egy jointot elszív, majd leül a járdára, kezét a fejébe temetve.

## Szereplők
| Szerep                   | Színész            | Magyar hang             |
| ------------------------ | ------------------ | ----------------------- |
| Monroe "Mo" Harris       | Griffin Gluck      | Gáll Dávid              |
| Isaac "Zeke" Presanti    | Pete Davidson      | Gacsal Ádám             |
| Reuben Harris            | Jon Cryer          | Seszták Szabolcs        |
| Sophie                   | Oona Laurence      | Dolmány-Bogdányi Korina |
| Holly, Zeke barátnője    | Sydney Sweeney     | Tolnai Klára            |
| William (Stacey) Epstein | Thomas Barbusca    | Náray Kovács Zsombor    |
| Nick                     | Colson Baker       | Czető Roland            |
| Sherri Harris            | Julia Murney       | Solecki Janka           |
| Kate Harris              | Emily Arlook       | Csuha Borbála           |
| Chad                     | Nick Ziobro        |                         |
| Peters rendőrtiszt       | Michael Devine     |                         |
| Tony                     | Andre Hyland       |                         |
| Jordan                   | Jordan Rock        | Berkes Bence            |
| Ricky                    | Joseph Vincent Gay | Fekete Zoltán           |

### Magyar változat
- Magyar szöveg: Kopányi Vanda
- Hangmérnök: Büki Marcell
- Vágó: Kelemen Zoltán
- Gyártásvezető: Kablay Luca
- Szinkronrendező: Stern Dániel
- Produkciós vezető: Dallos Miklós

A szinkront az Iyuno Hungary készítette el.

## A film készítése
2018 júniusában jelentették be, hogy Griffin Gluck, Pete Davidson, Sydney Sweeney, Machine Gun Kelly, Thomas Barbusca, Emily Arlook és Oona Laurence csatlakozott a szereplőgárdájához, a filmet a saját forgatókönyvéből Jason Orley rendezi. Will Phelps, Glen Trotiner, Mason Novick és Jeremy Garelick az American High, illetve az LD Entertainment égisze alatt készítették a filmet. 2018 júliusában Jon Cryer csatlakozott a stábhoz.
A forgatás 2018 júliusában kezdődött a New York állambeli Syracuse-ban. A felvételek elkészítését a New York állambeli Manliusban és Liverpoolban is végezték.

## Bemutató
A film világpremierje 2019. január 28-án volt a Sundance Filmfesztiválon. A 2019 szeptemberében megrendezett Torontói Nemzetközi Filmfesztiválon a Hulu 4 millió dollárért megvásárolta a film forgalmazási jogait, míg a Neon a moziforgalmazást vállalta. A Neon 2020. március 13-án mutatta be korlátozott számú mozikban, majd március 20-án a Hulu digitálisan streamelte.

## Fogadtatás
A nagybetűs kamaszkor pozitív visszajelzéseket kapott a filmkritikusoktól. A Rotten Tomatoes weboldalon 85%-os értékeléseket kapott 80 kritika alapján, az átlagos értékelése 6,7 pont a 10-ből. Az oldal szöveges összefoglalója szerint: „A vicces, szívből jövő, és egy okosan összeállított szereplőgárda által életre keltett A nagybetűs kamaszkor új élvezeteket talál a zsúfolt coming-of-age műfajban.” A Metacritic oldalán 100-ból 64 pontot kapott 21 kritika alapján, ami „általánosságban kedvező” értékelést jelent.
Brian Lowry a CNN-től kritizálta Davidson alakítását, mondván: „Pete Davidson nem igazán nyújt túl sokat színészként”. Ugyanebben a cikkben viszont Lowry dicsérte Gluck játékát.